# Georges Alexandre Martuschewitz
 (janvier 2021).
Georges Alexandre Martuschewitz, né le 30 avril 1753 à Birsgaln (Pologne), mort le 8 juillet 1819 à La Haye (Pays-Bas]), est un général hollandais de la Révolution et de l’Empire.

## États de service
Il entre en service en 1787, comme artilleur dans l’armée des Provinces-Unies.
Le 1er août 1792, il rejoint l’armée française comme capitaine dans la légion franche étrangère, et il sert à l’armée du Nord jusqu’en 1795. Le 8 juin 1795, il passe lieutenant-colonel commandant l’artillerie du 2e bataillon Batave.
En août 1799, il devient directeur du parc d’artillerie de l’armée Batave. Il se distingue le 19 septembre à la bataille de Bergen et le 23 il est nommé colonel provisoire par le général en chef Brune. Il est confirmé le 16 octobre suivant dans son grade.
Le 19 janvier 1807, il commande le 1er régiment d’artillerie Hollandais, il est promu général de brigade le 2 décembre 1807, et il prend les fonctions d’inspecteur de l’artillerie. En 1808, il est fait commandeur de l’Ordre de l'Union, et en 1809, il rejoint l’armée du Brabant.
Le 11 novembre 1810 après l’annexion du royaume de Hollande, il incorpore l’armée française avec le grade de général de brigade, et le 16 mars 1811, il prend le commandement de l’école d’artillerie de Mayence. Le 7 février 1812, il commande provisoirement l’artillerie à Mayence, et le 1er avril, il est affecté comme commandant adjoint de l’artillerie du 3e corps du maréchal Ney à la Grande Armée. Il est fait prisonnier le 15 ou 16 novembre 1812, à la Bataille de Krasnoï.
De retour en France, il démissionne le 5 août 1814, et il s’installe à La Haye en Hollande, où il meurt le 8 juillet 1819.

## Sources
- (en) « Generals Who Served in the French Army during the Period 1789 - 1814: Eberle to Exelmans »
- Thierry Pouliquen, « Les généraux français et étrangers ayant servis [sic] dans la Grande Armée » (consulté le 24 mai 2014)
- (pl) « Napoléon.org.pl »
- Carnet de la sabretache, 5e volume. Revue militaire rétrospective, Paris, J. Leroy, 1906.
- Côte S.H.A.T.: 8 YD 1274
- A.J van der Aa, Dictionnaire biographique des Pays-Bas, partie 12, Haarlem, Van Brederode, 1869
- (ru) Отечественная война 1812 года : Отд. 1 : Переписка русских правительственных лиц и учреждений : [В 22 кн.]. - СПб. : Воен.-учен. ком. Гл. штаба, 1900-1914. Т. 20 : Боевые действия в 1812 г. : (Ноябрь месяц). - 1912. с.50